# Iroskotské písmo

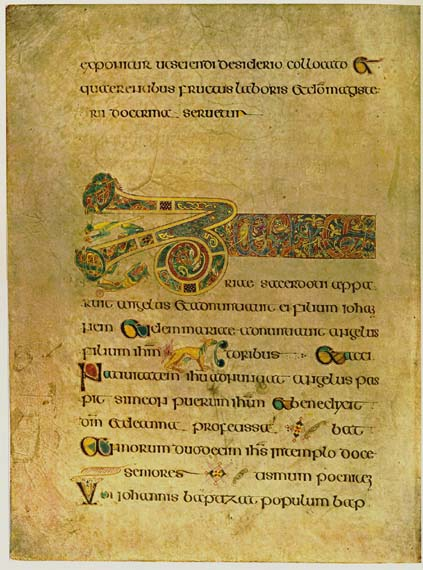
Ukázka irské polounciály z Book of Kells

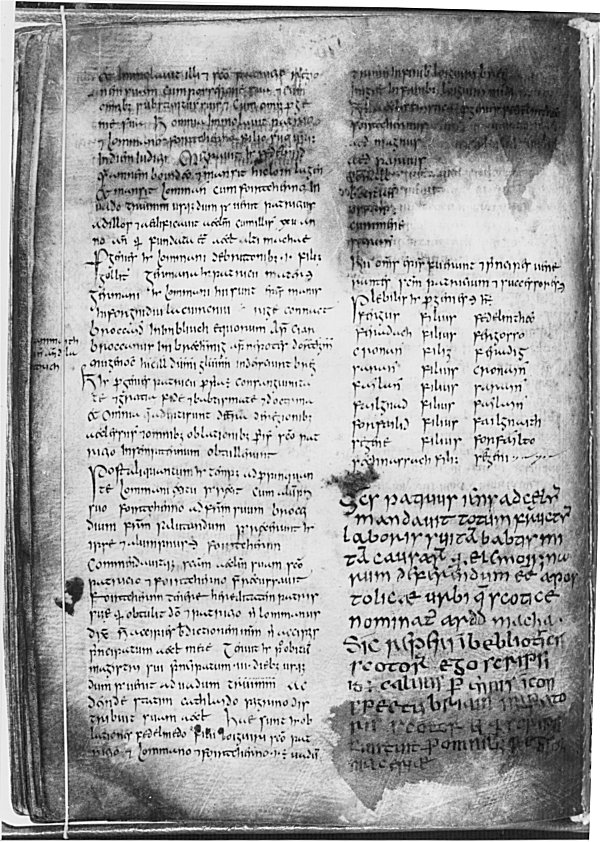
Ukázka irské minuskuly z Maelbrigtova evangeliáře

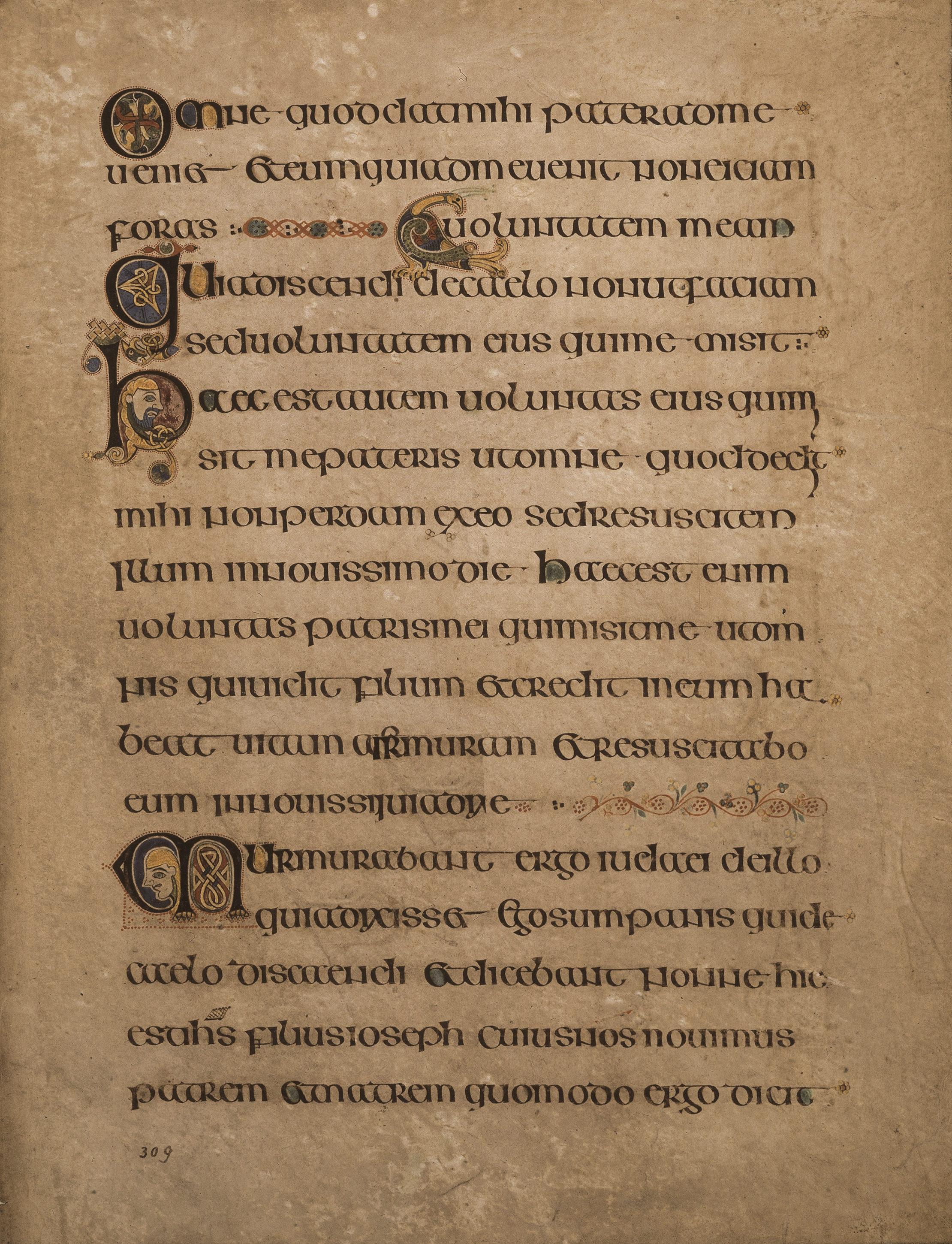
Folio 309 obsahuje text z Janova evangelia

Iroskotské písmo, užívané na území dnešního Irska a Skotska od 6. do 13. století, vzniklo z římské polounciály a je řazeno mezi tzv. národní písma.
Rozvoj latinského písma v Irsku, na ostrově obývaném keltskými Skoty, lze připsat misionářům, kteří zde od 5. století šířili křesťanství. Šlo především o misionáře, pocházející z východní a jižní Francie, tedy z území, kde důležitým písmem rukopisů byla polounciála. Díky úspěšnému šíření křesťanství zde vzrostla poptávka po liturgických knihách, které se nakonec začaly opisovat na domácí irské půdě. Bylo jen otázkou času, kdy se prvky místního staršího oghamu přenesly do písma a vytvořily tak nový typ polounciály. Rysy původního oghamu lze vysledovat v lámání a zahrocování některých tahů a také v trojúhelníkovém zakončení horních dříků. Již v 6. století lze pozorovat plně vyvinutou irskou polounciálu.
Ostrovní irská polounciála se vyznačuje velkou šířkou, krátkostí horních dotažnicových délek a oblostí jednotlivých tahů. Paty dříků jsou ostře seříznuty. Kvůli svému vzhledu bývá někdy označována jako Rundschrift. K typickým literám patří „b“ a „l“, jejichž dotažnice se prohýbají vlevo a končí trojúhelníkovitým rozšířením. Písmeno „r“ se v textu vyskytuje nejen ve své majuskulní, ale i minuskulní formě, kterou reprezentuje ramínko sestupující až k účaří. Také „a“ ve tvaru dvou „c“ za sebou „cc“, které je známé z kontinentálních národních písem, a unciální „g“ charakterizují irskou polounciálu. Stejně jako její římská varianta, byla především kodexovým písmem. První dochované rukopisy pocházejí až ze 7. století, kdy už ovšem dosáhly dokonalosti. Nejznámější památkou je evangeliář Book of Kells, který představuje vrchol v písemném i výtvarném umění této doby. Písaři velmi často využívali motivů z rostlinné i živočišné říše, zdobili iniciály rozvilinami, spirálami či červenými tečkami. Během 9. století pronikla na ostrovy nově se utvářející karolinská minuskula, která postupem času vytlačila irské knižní písmo. Některé jeho stopy lze však sledovat ještě ve 13. století.
Druhým typem písma se na irském území stala minuskula. Jednalo se v podstatě o polounciálu, uzpůsobenou pro rychlejší psaní. Nejde však o kurzívu a kromě kodexů se používala i v listinách. Někdy se v odborné literatuře označuje jako Spitzschrift. Tento název dostala podle typicky ostrého ukončení dříků a hranatých liter. Vznikla během 7. století a svého vrcholu dosáhla v 11. a 12. století. Některé prvky však z irského písma nevymizely dodnes. Stejně jako v polounciále se na koncích horních dotažnicových délek nachází trojúhelníkovité ukončení. K typickým literám lze připočíst unciální podobu „g“, „r“ velmi blízké knižní formě, kdy ramínko sahá až k účaří. Dřík však končí na základní lince, na rozdíl od „s“, které je vždy protahováno pod řádek. Písmeno „f“ se od „s“ liší pouze horizontálním tahem ve středu dříku. Do minuskuly dále pronikla část tzv. tironských not. K nejfrekventovanějším náleží „est“ v podobě vodorovné čárky a tečky nad ní i pod ní, „autem“, které má tvar minuskulního „h“ se šikmou čárkou v obloučku, „enim“ ve formě jednoho horizontálního a dvou vertikálních tahů. Dokladem tohoto zběžnějšího duktu je tzv. Maelbrigtův evangeliář sepsaný Maelbrigtem Hua Maeluanaighem roku 1138 v irském Armaghu.